# Peine (armas de fuego)

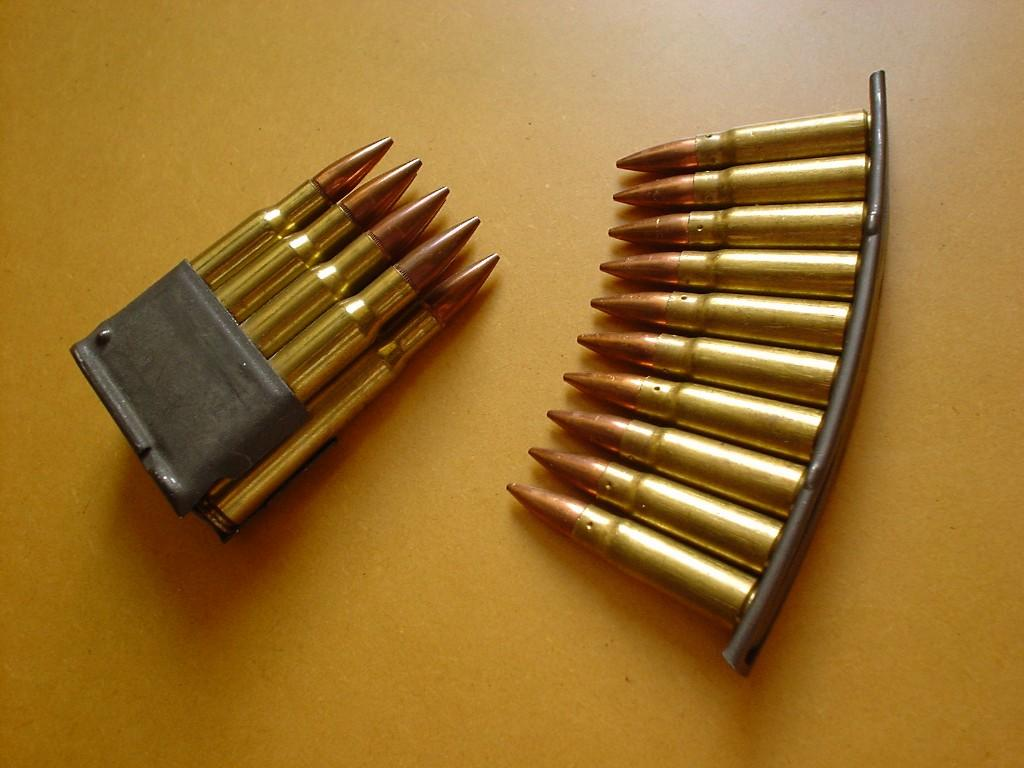
Un peine en bloque de M1 Garand (izquierda) en comparación con un peine lineal de SKS (derecha)

El peine, también conocido por el anglicismo clip, es un dispositivo que se utiliza para almacenar múltiples cartuchos juntos como una unidad para insertar en el cargador o tambor de un arma de fuego. El peine acelera el proceso al cargar el arma de fuego con varios cartuchos a la vez, en lugar de hacerlo de a uno («cartuchos sueltos»). Hay varios tipos, la mayoría hechos de chapa metálica estampada de bajo costo, destinados a ser desechables, aunque a menudo se reutilizan.[cita requerida]

## Tipos

### Lineal

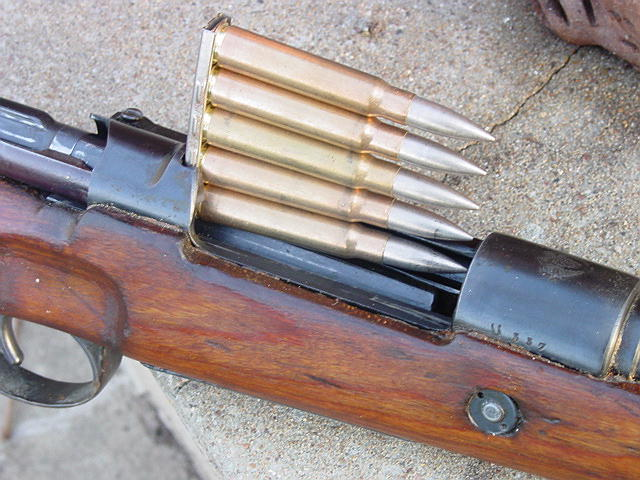
Carga de un fusil Mauser Kar 98k calibre 7,92 mm con un peine de cinco cartuchos.

Un peine lineal o peine simple, más a menudo llamado simplemente «peine», es un cargador rápido que contiene varios cartuchos como una unidad para facilitar la carga en el cargador interno de un arma de fuego. Están formados por una tira de acero acanalada o con resaltes, que sostiene los cartuchos por su culote o por su casquillo en hilera, para poder introducirlos en el depósito de la pistola, del fusil o el brocal de la ametralladora. Una vez que se abre el cerrojo y se coloca el peine en su posición (generalmente en una ranura del cajón de mecanismos o del cerrojo), los cartuchos se presionan hacia abajo, retirándolos del peine e introduciéndolos en el cargador. Luego el peine se retira y se desecha, o el cerrojo se cierra, expulsando el peine automáticamente. Sin embargo, algunas armas, como el Mosin-Nagant requieren que el operador retire manualmente el peine vacío. Algunas armas diseñadas para el uso de peines incluyen el Mannlicher M1894, Mauser C96, Roth-Steyr M1907, Lee-Enfield, Mosin-Nagant, Gewehr 98, M1903 Springfield, ZB vz. 24, SKS y Vz. 58. Los cargadores extraíbles que tengan una guía especial adjunta también se pueden cargar con peines, como el del M14 o el M16.

### En bloque

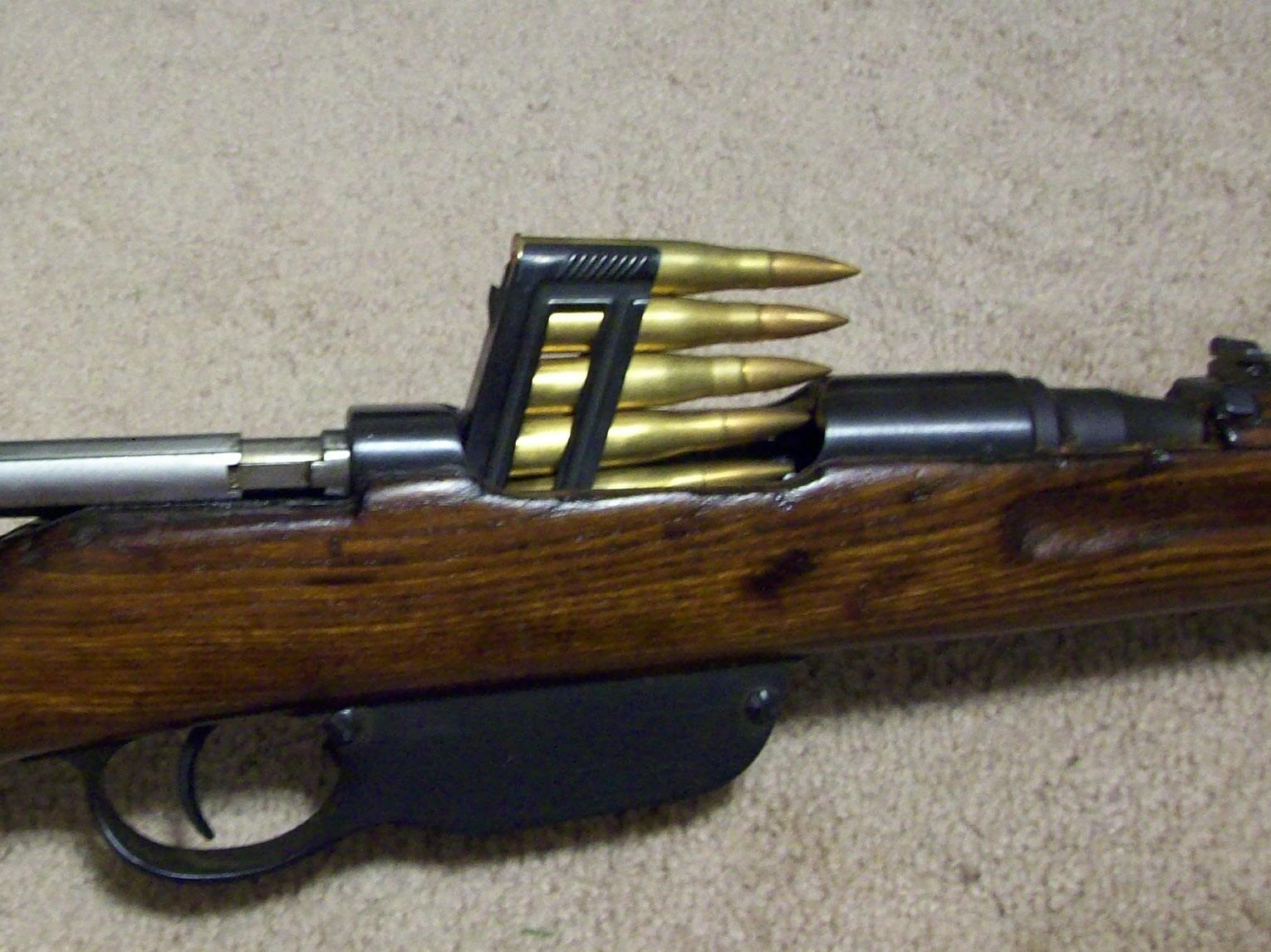
Carga de una carabina Steyr M95. con un peine «en bloque» de cinco cartuchos 8 x 56 R.

Varios modelos de fusiles utilizan un peine en bloque para la carga. Con este diseño, tanto los cartuchos como el peine se insertan como una unidad en el cargador fijo dentro del fusil, y el peine generalmente se expulsa o cae del arma al disparar o introducir el último cartucho en la recámara. El peine en bloque fue inventado por Ferdinand Mannlicher para su uso en sus fusiles Modelo 1885, Modelo 1886 y 1888.
Otros fusiles que utilizan peines en bloque incluyen el alemán Gewehr 88 (desde 1905 reemplazado por peines lineales), el Mondragón mexicano, el francés Berthier Mle 1890 y RSC Mle 1917, el italiano M1870/87 Vetterli-Vitali y Carcano M1891, los diversos Mannlicher (rumanos, holandeses, portugueses), el fusil de cerrojo lineal austrohúngaro Steyr-Mannlicher M1895, el FÉG 35M húngaro, el Lee M1895, el M1 Garand y el Pedersen T1E3. Los peines originales de los fusiles Mannlicher austríacos eran a menudo unidireccionales, pero el Gewehr 88 y posteriormente el M1891 Carcano usaban peines simétricos. John Pedersen al principio desarrolló un peine unidireccional para su fusil, luego rediseñó el peine para que fuera simétrico. Este diseño también se utilizó para los diseños de John Garand en competencia.

### Luna y media luna

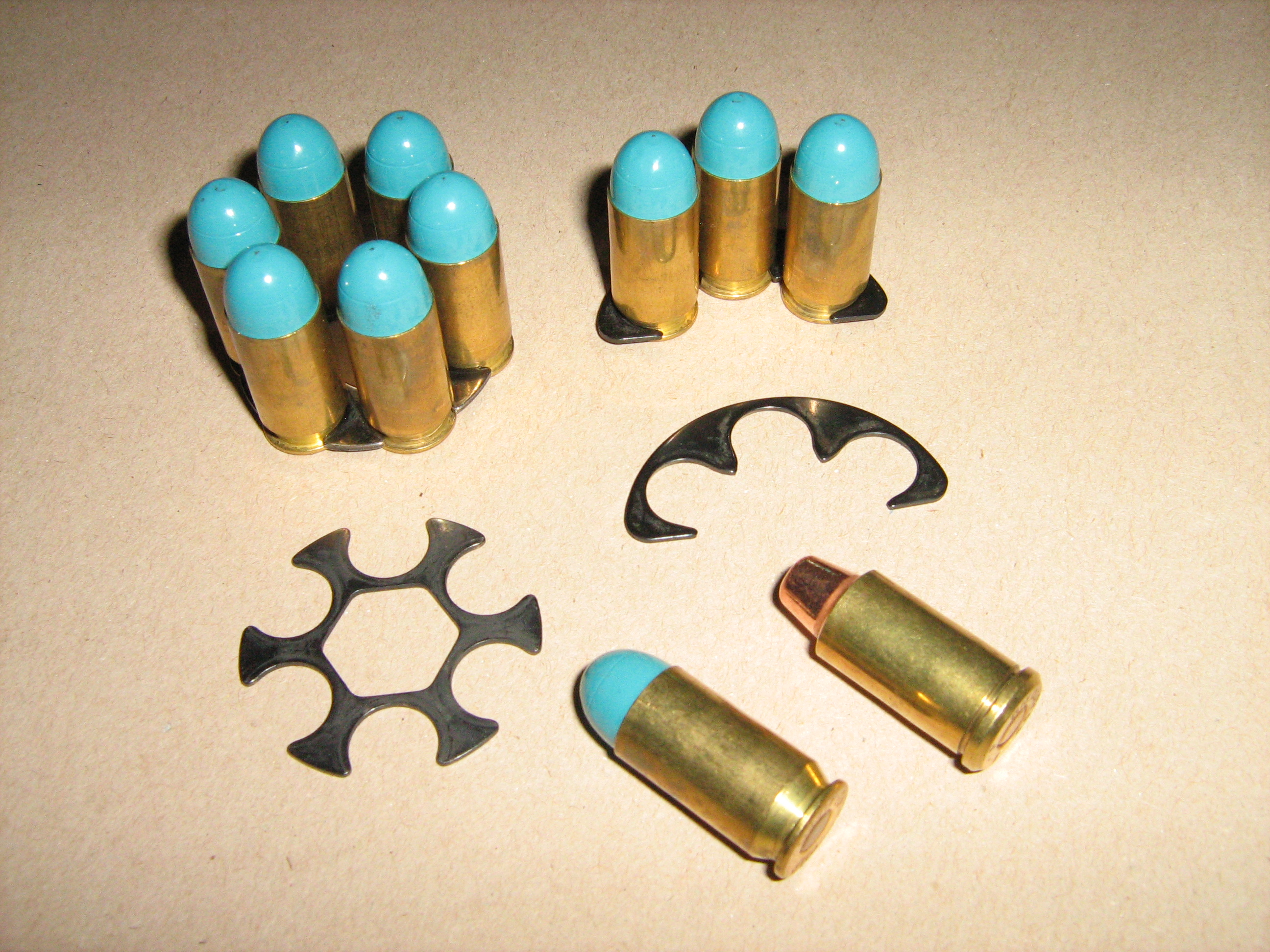
Peines de luna llena y media luna para revólveres M1917. El cartucho .45 Auto Rim puede usarse en el tambor de dicho revólver sin lunas llenas o medias lunas.

Una "luna llena" es una pieza de metal en forma de anillo o estrella diseñada para contener varios cartuchos de revólver (generalmente seis cartuchos) juntas como una unidad. Por lo tanto, en lugar de cargar o extraer un cartucho a la vez, se puede cargar o extraer un tambor lleno de cartuchos a la vez, lo que acelera el proceso de carga. Un dispositivo similar conocido como «media luna» es semicircular y está diseñado para contener una menor cantidad de cartuchos (generalmente tres cartuchos), en cuyo caso se necesitan dos medias lunas para cargar completamente el tambor. Dichos dispositivos se han utilizado con mayor frecuencia para colocar cartuchos de pistola semiautomática sin pestaña en un revólver, también se pueden utilizar para cartuchos con pestaña para acelerar su carga y/o descarga.